# Carex emmae
Carex emmae är en halvgräsart som beskrevs av L.Gross. Carex emmae ingår i släktet starrar, och familjen halvgräs. Inga underarter finns listade i Catalogue of Life.